# Phyllonycteris major
Phyllonycteris major é uma espécie de morcego da família Phyllostomidae. Endêmica de Porto Rico, onde é conhecida apenas por restos subfósseis.